# Kowale-Kolonia
Kowale-Kolonia [kɔˈvalɛ kɔˈlɔɲa] est un village polonais de la gmina de Kuźnica dans le powiat de Sokółka et dans la voïvodie de Podlachie. Il se situe à environ 3 kilomètres au nord-ouest de Kuźnica, à 16 kilomètres au nord-est de Sokółka et à 54 kilomètres au nord-est de Białystok. 
Le village compte approximativement 170 habitants.